# جهانگیرآباد (خرم‌آباد)
جهانگیرآباد روستایی از توابع بخش مرکزی شهرستان خرم‌آباد در استان لرستان ایران است.

## جمعیت
این روستا در دهستان ازنا قرار دارد و براساس سرشماری مرکز آمار ایران در سال ۱۳۸۵، جمعیت آن ۲۹ نفر (۸خانوار) بوده‌است.